# Conus granarius
Conus granarius é uma espécie de gastrópode do gênero Conus, pertencente à família Conidae.